# Колмановский, Сергей Эдуардович
Сергей Эдуардович Колмановский (творческий псевдоним — Томин; род. 7 июля 1945, Москва) — советский и российский композитор, член Союза композиторов СССР с 1970 года.

## Биография
Отец — известный композитор Эдуард Савельевич Колмановский (1923—1994). Мать — Тамара Наумовна Майзель (1924—1968), преподаватель английского языка, доцент института физкультуры, кандидат наук.
В 1969 году Сергей Колмановский окончил Московскую государственную консерваторию им. П. И. Чайковского по классу композиции. Учился у профессора Д. Б. Кабалевского и доцента А. И. Пирумова.
Автор сочинений в самых разных музыкальных жанрах. Чтобы избежать путаницы со знаменитым отцом, работал под псевдонимом Томин.
С 1990 года живёт в Германии. Работает в области симфонической, оперной и камерной музыки. Выступает с концертами и музыковедческими докладами, печатается как журналист. Член правления ортодоксальной еврейской общины Ганновера.

## Творчество

### Песни
Среди песен наиболее популярны:
- «Балалаечник» (сл. Б. Дубровин)
- «Ветер юности» (сл. Ю. Друниной)
- «Молодо-зелено», стихи И. Шаферана (исп. ВИА «Самоцветы»)
- «О годах забывая», стихи Б. Дубровина (исп. В. Трошин)
- «Старый барабанщик», стихи Е. Долматовского (песня — участник заключительного концерта телефестиваля «Песня-74», исп. Детский хор Всесоюзного радио, Э. Хиль)
- «Ты не старая, мама», стихи Э. Вериго (исп. ВИА «Орфей», Н. Бродская, М. Кодряну, И. Кобзон).
- «Что мне дорого на земле» (сл. К. Симонов)
- «Что нам стоит», стихи М. Танича (исп. О. Анофриев, В. Макаров, ВИА «Лада»

В разное время песни Сергея Колмановского (под псевдонимом «Томин») исполняли, кроме перечисленных выше, Г. Отс, В. Толкунова, В. Трошин, В. Мулерман, К. Георгиади, Л. Лещенко, ВИА «Голубые гитары», Г. Менглет, Р. Ткачук, И. Кваша, В. Никулин, П. Щербаков, В. Сергачёв, И. Мирошниченко, В. Круглова, С. Захаров, А. Иошпе, Г. Великанова.

### Мюзиклы
Список мюзиклов:
- «Браво, Фигаро!» — мюзикл по трём пьесам Бомарше. Во всех музыкальных номерах цитаты из произведений Моцарта и Россини. Либретто В. Валового. Поставлен в Алтайском краевом музыкальном театре и Магнитогорском театре оперы и балета.
- «Одесса-мама». Либретто В. Валового. Поставлен в Одесском государственном академическом театре музыкальной комедии им. М. Водяного.
- «Ищите мужчину» — мюзикл на 5 человек. Либретто Б. Рацера по французской пьесе «Мужской род, единственное число». Поставлен в Хабаровском музыкальном театре.
- «Сватовство майора» — музыкальный водевиль по пьесе А. Кленова "Сватовство Майора" или "Долги, долги, долги!..". Поставлен в Мурманском драматическом театре.
- «Звёздный час» — мюзикл по одноимённой пьесе К. Людвига. Либретто С. Колмановского, стихи Л. Сороки. Сатира на нравы американской провинциальной оперы. Поставлен в Симферопольском музыкальном театре.
- «Филумена Мортурано» —  по пьесе А. Кленова "Ты права, Филумена!" или "Чао, Мадонна!" (версия по мотивам Э. Де Филиппо). Поставлен в театрах музыкальной комедии Красноярска, Краснодара, Саранска, Оренбурга, Иркутска и в Ставропольском государственном театре оперетты.
- «Ясон и Медея». Либретто Б. Бирмана. Поставлен в Санкт-Петербургском театре "Рок-опера".

Ещё не поставленные:
- «Последняя звезда» — мюзикл на 4 человека по пьесе Н. Птушкиной «Пока она умирала». Музыка Эдуарда и Сергея Колмановских. Либретто С. Колмановского, стихи Л. Сороки.
- «Романтики» — мюзикл на 5 человек по пьесе Э. Ростана. Либретто Э. Вериго.
- «Пале-Рояль» — мюзикл по пьесе  Ж.-Б. Мольера «Мещанин во дворянстве» Либретто В. Валового.
- «Собака Баскервилей». Либретто Л. Яковлева.
- «Песнь песней» (Царь Соломон) — мюзикл для драматического театра. Пьеса В. Красногорова.
- «Бесподобный Ананасов» — современный мюзикл на 5 человек по одноимённой пьесе В. Попова-Равича. Либретто С. Колмановского, стихи Л. Сороки.
- «Ящерица» — опера-мюзикл по одноимённой пьесе А. Володина. Либретто Р. Галеева. О пустой вражде двух неандертальских племён.
- «Альфонсо и Рахель» — опера-мюзикл по роману «Испанская баллада»  Л. Фейхтвангера. Либретто В. Гина.
- «Кабала святош» — Опера-мюзикл по М. Булгакову.
- «Кража» — опера-мюзикл по пьесе В. Гёте «Совиновники». Либретто И. Цунского.

В работе:
- «Странная мисисс Сэвидж» — либретто Н. Денисова по пьесе Д. Патрика.
- «Хапун» — еврейский мюзикл по рассказу В. Короленко «Судный день», стихи Б. Штейна.
- «Шалом, солдат!» — по пьесе  В. Орлова.
- «Брак по конкурсу» — либретто И. Цунского по пьесе К. Гольдони.

Мюзиклы для детей:
- «Белый пудель» — мюзикл для детей по А. Куприну. Либретто Л. Сороки, С. Колмановского, М. Вассермана. Стихи Л. Сороки. Поставлен в Одесском государственном академическом театре музыкальной комедии им. М. Водяного.
- «Спасите принцессу!» — мюзикл для детей на 5 человек по повести П. Маара «В дремучем зелёном лесу». Поставлен в Ивановском театре музыкальной комедии. Либретто Л. Сороки, С. Колмановского. Стихи Л. Сороки.
- «Был я очень небольшой» — пьеса А. Клёнова по мотивам произведений В. Драгунского ("Денискины рассказы") и А. Раскина ("Как папа был маленьким"). Поставлен в Красноярском ТЮЗе, Свердловском, Томском, Алтайском, Челябинском и Черниговском кукольных театрах.
- «Ты нам нужен, Гаврош!» — пьеса А. Кленова по сюжету В. Гюго. Поставлен в Драматическом театре г. Днепродзержинска
- «Домовёнок Кузя» — либретто И. Цунского по сказке Т. Александровой. Поставлен в Театре оперетты Урала.

Ещё не поставленные:
- «Русалочка». Либретто Ю. Кима по Г. Х. Андерсену.
- «Суббастик» — по одноимённой повести П. Маара. Либретто О. Ернева.
- «Остров сокровищ». Либретто А. Альбанова.
- «Собака Баскервилей». Либретто Л. Яковлева.

В работе:
- «Дезире и Паника». Либретто В. Некрасова по мотивам романа М. Твена «Принц и Нищий». Только в сегодняшнем дне и с двумя кошками — помойной (Паника) и принадлежащей избалованной дочке нового русского (Дезире). Подростковый мюзикл.
- «Ну, Волк, погоди!» — по пьесе А. Курляндского и А. Хайта. Стихи Л. Сороки.

### Музыка к спектаклям
- «Привет, очкарики!», 1979 г., Красноярский ТЮЗ
- «Дуэнья, или День чудесных обманов», 1980 г., Омский ТЮЗ
- «Русский вопрос», 1983 г., Московский ТЮЗ
- «Л5 в воздухе», 1991 г., «Volksbühne», Берлин

### Музыка к кинофильмам
- «Город на Кавказе», 1971 г., Мосфильм
- «У самого Чёрного моря», 1975 г., Мосфильм
- «Колька-опера», 1978 г., Мосфильм
- «Отставной козы барабанщик», 1980 г., Мосфильм
- «Колыбельная для брата», 1982 г., Студия им. Горького
- «Явка с повинной», 1983 г., Студия им. Горького
- «Обман», 1983 г., Мосфильм

### Музыка к телевизионным спектаклям
- «Два гусара», 1970 г.
- «Андро и Сандро», 1970 г.
- «Москва. Чистые пруды», 1972 г.
- «Оруженосец Кашка», 1973 г.
- «Старший мастер», 1974 г.
- «Аптека „Голубые шары“», 1975 г.

### Музыка к мультфильмам
- «Капля», 1984 г.
- «Дом для Кузьки», 1984 г.
- «Открытое окно», 1985 г.
- «Тайна игрушек», 1986 г.
- «Ленивое платье», 1987 г.
- «Счастливчик», 1989 г.

### Музыка к документальным фильмам
- «Почему я лишь сейчас заговорил» (о концентрационном лагере Освенцим), Студия документальных фильмов в Брауншвейге, Германия

### Симфонические сюиты из находящихся в работе балетов
- «Цыганы» — по поэме А. С. Пушкина. Заказана и исполнена симфоническим оркестром города Гёттингена при поддержке беляевского фонда в Германии.
- «Кавказский пленник» — по произведениям М. Ю. Лермонтова, чьё 200-летие отмечается в 2014 году. Исполнена Губернаторским симфоническим оркестром и хором г. Кемерово.

### Другие симфонические работы
- Симфония в 4-х частях. Исполнялась Ульяновским симфоническим оркестром (1982 г., Ульяновск и Димитровград).
- Симфониетта в 4-х частях. Исполнялась оркестром Московской филармонии во Всесоюзном Доме композиторов. 1969 г.
- Симфоническая сюита «Русские мотивы» в 4-х частях. Исполнялась Горьковским симфоническим оркестром (1976 г., Горький).
- «Мёртвые души» — юмористическая концертная сюита в стиле «Лубок» для балалайки с симфоническим оркестром в 6-и частях по произведению Н. В. Гоголя. Много раз исполнялась разными солистами и оркестрами, в частности в Кобленце, Москве, Одессе, Ярославле.
- «Кадиш» — кончерто гроссо для сопрано, кларнета и скрипки с симфоническим оркестром. Исполнялся в Московском Доме композиторов (оркестр детского музыкального театра им. Н. И. Сац) и в зале Ярославской филармонии (Ярославский губернаторский симфонический оркестр).
- «Испанская баллада» — симфоническая притча для сопрано, тенора и симфонического оркестра. Либретто по произведению Фейхтвангера и перевод на русский язык Сергея Колмановского. Исполнялась Ярославским губернаторским и Нижегородским симфоническими оркестрами.
- Еврейская рапсодия для струнных. Исполнялась Ганноверским Бах-оркестром (1992 г.) и Гёттингенским камерным оркестром (1994 г.).
- «Светлой памяти» — поэма для струнных. Исполнялась Камерным оркестром Одесской филармонии.
- «Хрустальная ночь» — траурное песнопение для солиста, чтеца, хора и оркестра.
- «Сказки матушки Гусыни» — юмористическая фантазия на английские народные прибаутки и смешинки для детского хора с солисткой и камерного оркестра. Исполнялась (на английском языке, но есть перевод на русский) детским хором при Одесской музыкальной академии им. Неждановой и Камерным оркестром Одесской филармонии.
- Сюита в 3-х частях для духового оркестра. Много раз исполнялась разными оркестрами, в частности оркестром Московского военного округа на фестивале Московская осень во Всесоюзном Доме композиторов в Москве.

### Камерная музыка
- Фортепианное трио в 4-х частях.
- Струнный квартет «Поиски жанра» в 4-х частях (имеется в виду грань между «серьёзной» и развлекательной музыкой).
- Струнный квартет «Образы детства» в 4-х частях. Премия на международном конкурсе на лучший струнный квартет для исполнения детьми (1992 г., город Гамельн).
- Сюита для квартета деревянных духовых.
- Вокальные циклы на стихи Р. Бёрнса, М. Цветаевой, Е. Евтушенко, К. Швиттерса.

Для скрипки и фортепиано:
- «Дневник еврейского эмигранта в Германии» — сюита в семи юморесках.
- «Мой городок» — фантазия на еврейские темы.

Для виолончели и фортепиано:
- «Посвящение Дворжаку» — одночастная фантазия.
- Еврейская сюита — 5 пьес по картинам Е. Флёровой.

Для кларнета и баяна:
- «Всем хватит места на нашей улице» — подражание уличным музыкантам. Дивертисмент в 5-и частях.

### Другое
- Музыкальное оформление 28 сказок народов мира на граммпластинках для детей фирмы Мелодия.
- Музыка к теле- и радиопередачам, педагогический детский репертуар для фортепиано и скрипки, детские песни.
- «Иван-Царевич и Жар-Птица» — балетная миниатюра. Поставлена Московским детским музыкальным театром в 1975 году.
- «Был я очень небольшой». Мюзикл в двух действиях. Клавир. Либретто А. Кленова. Издательство «Советский композитор» Москва. 1989